# Uniwiersitiet-Tiechnołog Biełgorod
Uniwiersitiet-Tiechnołog Biełgorod (ros. Университет-Технолог Белгород) – rosyjski żeński klub piłki siatkowej z siedzibą w Biełgorodzie.

## Sukcesy
- Puchar Rosji:
  -  2007/2008
- Mistrzostwo Rosji:
  -  2001, 2003
  -  2002